# Grand Prix Formule 1 van Hongarije 1994
De Grand Prix Formule 1 van Hongarije 1994 werd verreden op 14 augustus op de Hungaroring in Mogyoród nabij Boedapest.

## Verslag

### Kwalificatie
Michael Schumacher pakte de pole-position voor Damon Hill en David Coulthard. Gerhard Berger was vierde voor Ukyo Katayama en Martin Brundle. De top-10 werd gecompleteerd door Eddie Irvine, Heinz-Harald Frentzen, Olivier Panis en Rubens Barrichello. Jean Alesi stond slechts dertiende op de grid.

### Race
Schumacher maakte geen goede start waardoor hij zich vlak voor Hill moest plaatsen, zodat de Engelsman de eerste plaats niet kon innemen. Coulthard reed derde, voor Berger, Irvine, Barrichello en Katayama. De beide Jordans raakten elkaar echter en reden in op Katayama. Dit betekende dat Martin Brundle en Panis respectievelijk vijfde en zesde kwamen te liggen, Alesi zevende.
Tegen de 15de ronde reed Schumacher 10 seconden voor Hill, die dan weer 15 seconden voor Coulthard reed. Daarachter reden Berger en Brundle. Panis was intussen al ingehaald door Alesi. Schumacher had een drie-stop-strategie en ging al vroeg naar de pits. Hill stond slechts op een twee-stop-strategie maar toen alle pitstops uitgevoerd waren, reed Schumacher 45 seconden voor de Brit. Coulthard reed derde, Brundle vierde, Alesi vijfde en Jos Verstappen zesde. Berger was teruggevallen naar de zevende plaats.
Alesi moest nog opgeven met motorproblemen, maar hierdoor kwam er olie op de baan terecht waardoor Coulthard een stevige crash maakte. Brundle, Verstappen, Berger en Blundell kwamen in de punten te liggen. Berger moest aan het eind van de race echter opgeven met motorproblemen, hetzelfde gebeurde in de laatste ronde met Brundle. Michael Schumacher had zijn teammaat Verstappen al gedubbeld, maar liet zich ontdubbelen waardoor hij de derde podiumplaats kon innemen. Brundle werd nog als vierde geklasseerd. De strijd voor de vijfde plaats was erg spannend: Blundell, Panis en Eric Bernard gingen nagenoeg tegelijkertijd over de finish maar Blundell nam de vijfde plaats in, Panis de zesde.

## Uitslag
| Pos. | Nr. | Coureur               | Constructeur      | Rondes | Tijd / Oorzaak uitval | Grid | Punten |
| ---- | --- | --------------------- | ----------------- | ------ | --------------------- | ---- | ------ |
| 1    | 5   | Michael Schumacher    | Benetton-Ford     | 77     | 1.48:00.185           | 1    | 10     |
| 2    | 0   | Damon Hill            | Williams-Renault  | 77     | +20.827               | 2    | 6      |
| 3    | 6   | Jos Verstappen        | Benetton-Ford     | 77     | +1:10.329             | 12   | 4      |
| 4    | 8   | Martin Brundle        | McLaren-Peugeot   | 76     | Elektrisch probleem   | 6    | 3      |
| 5    | 4   | Mark Blundell         | Tyrrell-Yamaha    | 76     | +1 Ronde              | 11   | 2      |
| 6    | 26  | Olivier Panis         | Ligier-Renault    | 76     | +1 Ronde              | 9    | 1      |
| 7    | 24  | Michele Alboreto      | Minardi-Ford      | 75     | +2 Rondes             | 20   |        |
| 8    | 20  | Erik Comas            | Larrousse-Ford    | 75     | +2 Rondes             | 21   |        |
| 9    | 19  | Olivier Beretta       | Larrousse-Ford    | 75     | +2 Rondes             | 25   |        |
| 10   | 25  | Eric Bernard          | Ligier-Renault    | 75     | +2 Rondes             | 18   |        |
| 11   | 31  | David Brabham         | Simtek-Ford       | 74     | +3 Rondes             | 23   |        |
| 12   | 28  | Gerhard Berger        | Ferrari           | 72     | Motor                 | 4    |        |
| 13   | 11  | Alessandro Zanardi    | Lotus-Mugen-Honda | 72     | +5 Rondes             | 22   |        |
| 14   | 9   | Christian Fittipaldi  | Arrows-Ford       | 69     | Transmissie           | 16   |        |
| DNF  | 2   | David Coulthard       | Williams-Renault  | 59     | Spin                  | 3    |        |
| DNF  | 27  | Jean Alesi            | Ferrari           | 58     | Versnellingsbak       | 13   |        |
| DNF  | 23  | Pierluigi Martini     | Minardi-Ford      | 58     | Spin                  | 15   |        |
| DNF  | 30  | Heinz-Harald Frentzen | Sauber-Mercedes   | 39     | Versnellingsbak       | 8    |        |
| DNF  | 12  | Johnny Herbert        | Lotus-Mugen-Honda | 34     | Elektrisch probleem   | 24   |        |
| DNF  | 29  | Andrea de Cesaris     | Sauber-Mercedes   | 30     | Botsing               | 17   |        |
| DNF  | 10  | Gianni Morbidelli     | Arrows-Ford       | 30     | Botsing               | 19   |        |
| DNF  | 7   | Philippe Alliot       | McLaren-Peugeot   | 21     | Waterlek              | 14   |        |
| DNF  | 32  | Jean-Marc Gounon      | Simtek-Ford       | 9      | Handeling             | 26   |        |
| DNF  | 3   | Ukyo Katayama         | Tyrrell-Yamaha    | 0      | Botsing               | 5    |        |
| DNF  | 15  | Eddie Irvine          | Jordan-Hart       | 0      | Botsing               | 7    |        |
| DNF  | 14  | Rubens Barrichello    | Jordan-Hart       | 0      | Botsing               | 10   |        |
| DNQ  | 34  | Bertrand Gachot       | Pacific-Ilmor     |        |                       |      |        |

## Wetenswaardigheden
- Mika Häkkinen was geschorst en werd vervangen door Philippe Alliot.

## Statistieken
| Pole-position | Michael Schumacher | Benetton-Ford | 1:18.258 |
| Snelste ronde | Michael Schumacher | Benetton-Ford | 1:20.881 |

## Noot
- Dit was de vijfde pole position voor een Duitse coureur.
- Dit was de 25ste podiumplaats voor Michael Schumacher en de eerste podiumplaats voor Jos Verstappen. Tevens de eerste podiumplaats voor een Nederlandse coureur.

1936 · 1986 · 1987 · 1988 · 1989 · 1990 · 1991 · 1992 · 1993 · 1994 · 1995 · 1996 · 1997 · 1998 · 1999 · 2000 · 2001 · 2002 · 2003 · 2004 · 2005 · 2006 · 2007 · 2008 · 2009 · 2010 · 2011 · 2012 · 2013 · 2014 · 2015 · 2016 · 2017 · 2018 · 2019 · 2020 · 2021 · 2022 · 2023 · 2024 · 2025 · 2026 · 2027 · 2028 · 2029 · 2030 · 2031 · 2032